# Pseudoathyreus freyi
Pseudoathyreus freyi är en skalbaggsart som beskrevs av Gomes Alves 1957. Pseudoathyreus freyi ingår i släktet Pseudoathyreus och familjen Bolboceratidae. Inga underarter finns listade i Catalogue of Life.